# Československá letecká společnost
Československá letecká společnost (zkratka ČLS) byla prvorepubliková soukromá letecká společnost provozující mezinárodní leteckou dopravu. Sídlila ve Škodově paláci v Charvátově ulici v Praze, poté ve Vodičkově ulici 36. Základnu měla od založení v roce 1927 na Letišti Praha–Kbely, od roku 1937 až do ukončení činností v roce 1939 působila na novém Letišti Praha–Ruzyně.

## Historie

### Založení
První zprávy o založení Československé letecké akciové společnosti se začaly objevovat koncem roku 1925. Podle původního záměru měly tuto společnost založit Škodovy závody, J. Walter a spol., Laurin & Klement, Breitfeld a Daněk a Avia Miloš Bondy s akciovým kapitálem 10 mil. Kč. Lety mezi hospodářsky a geograficky význačnými středisky měly být provozovány výhradně s letadly domácí výroby. Společnost však byla založena až dne 22. ledna v roce 1927 pouze Škodovými závody. Prvním vrchním ředitelem ČLS se stal Karel Huppner, jehož Škodovy závody pověřily vybudováním společnosti. Šéfpilot společnosti byl František Novotný, s více než milionem nalétaných kilometrů. K založení společnosti již od roku 1925 vyzýval stát (Ministerstvo veřejných prací) velké podniky a banky, protože Československé státní aerolinie (ČSA) v tu dobu na zahájení neměly dostatek financí a zkušeností.

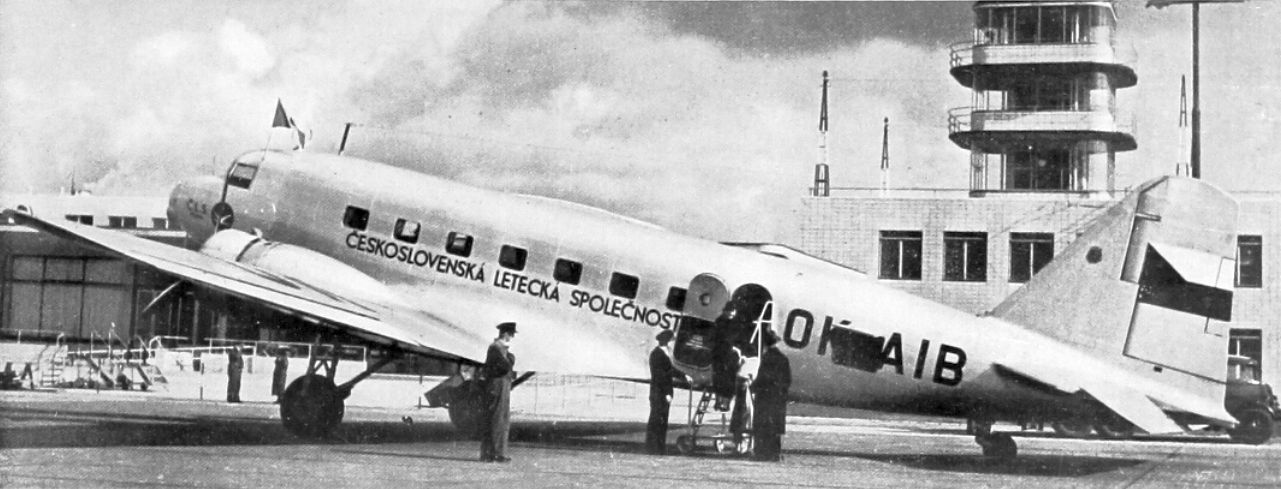
Douglas DC-2 (OK-AIB), Čs. letecká společnost, nové letiště Praha-Ruzyně (1937)

### Průběh
Dne 7. března 1928 začala společnost provozovat letounem Avia BH-25 lety na trase Vídeň – Praha – Drážďany – Berlín, částečně spolupracovala s německou Lufthansou a rakouskou Österreichische Luftverkehr. V tomto roce obdržela společnost od státu 5 807 272 Kč, zatímco například ČSA pouze 4 370 260 Kč. Výše dotací byla stanovena dle smluvního algoritmu, kdy stát proplácel určenou sazbu za uletěný linkový kilometr.
Denně (kromě neděle) se létalo s letadly Avia-FVIIb-3m na lince Praha – Mariánské Lázně – Kassel – Rotterdam. Na rok byla v roce 1929 zahájena sezónní linka Mariánské Lázně – Norimberk. V únoru 1931 společnost uskutečnila lety Praha – Mnichov – Curych. Další linka se létala také z Mariánských Lázních přes Karlovy Vary do Lipska. V roce 1931 začal let Praha - Lipsko - Rotterdam létat až do Amsterdamu, kde navazoval na linku KLM do Londýna.
V zimním období 1931–1932 zrušila společnost kvůli velké hospodářské krizi všechny lety.
Od 15. června 1935 se linka do Curychu rozšířila až do Ženevy a Marseille. Douglas DC-2 byl 20. dubna 1936 na přímou linku Praha – Vídeň. Douglas DC-3 létal hlavně na lince Amsterdam – Praha – Vídeň. V srpnu 1937 po jednáních ČLS zahájila lety do Budapešťského Budaörs vlastními letadly. V roce 1938 celková délka linek tvořila 3 470 km a bylo celkově nalétáno 1 402 135 km, průměrná traťová rychlost letů byla díky novým zakoupeným americkým Douglasům DC-2 a DC-3 260 km/h, ve stejné době činil tento parametr u ČSA 224 km/h. V posledních letech svého působení byla flotila ČLS jedna z nejvyspělejších v celé Evropě.

### Ukončení
Po Mnichovské dohodě se začaly postupně linky ČLS uzavírat. V roce 1939 se při zabrání západní části republiky Němci definitivně zastavila činnost. V letech 1944-1945 došlo k likvidaci i zbytku Československé letecké společnosti, nikdy už nebyla obnovena.

## Flotila
Ve flotile ČLS se za celou dobu působení vystřídalo celkem 27 letadel 6 typů. Počítalo se také například s nasazením Avie 51 (OK-ABV), to se ale nakonec neuskutečnilo kvůli špatné konstrukci.
| Letadlo        | Počet | Zařazení | Vyřazení | Posádka | Cestující | poznámky                                                                                          | registrace                                                     |
| -------------- | ----- | -------- | -------- | ------- | --------- | ------------------------------------------------------------------------------------------------- | -------------------------------------------------------------- |
| Avia BH-25     | 6     | 1928     | 1933     | 2       | 5-6       | Jeden letoun ztracen při letecké nehodě v roce 1929.                                              | L-BABC, L-BABD, OK-ABA, OK-ABB, OK-ABC, OK-ABF                 |
| Fokker F.VIIa  | 2     | 1928     | 1935     | 2       | 8         |                                                                                                   | OK-AAH, OK-AAI,                                                |
| Avia F-VIIb-3m | 8     | 1930     | 1937     | 2       | 8-12      |                                                                                                   | OK-ABN, OK-ABM, OK-ABO, OK-ABP, OK-ABR, OK-ABS, OK-ABT, OK-ABU |
| Fokker F.XVIII | 2     | 1935     | 1938     | 3       | 13        |                                                                                                   | OK-AIQ, OK-AIR                                                 |
| Douglas DC-2   | 2     | 1936     | 1939     | 4       | 14        | Po KLM byla ČLS druhá letecká společnost vlastnící tento letoun. Byly v nich poprvé taky letušky. | OK-AIA, OK-AIB                                                 |
| Douglas DC-2   | 1     | 1936     | 1939     | 4       | 14        | Náhrada za havarovaný zničený letoun OK-AIA.                                                      | OK-AIC                                                         |
| Douglas DC-2   | 2     | 1937     | 1939     | 4       | 14        |                                                                                                   | OK-AID, OK-AIZ                                                 |
| Douglas DC-3   | 1     | 1937     | 1939     | 4-5     | 21        | Kabina byla na dobové poměry pohodlná.                                                            | OK-AIH                                                         |
| Douglas DC-3   | 2     | 1938     | 1939     | 4-5     | 21        | Kabina byla na dobové poměry pohodlná.                                                            | OK-AIE, OK-AIF                                                 |
| Celkem         | 26    |          |          |         |           |                                                                                                   |                                                                |

## Letecké nehody
V historii letecké společnosti se stala pouze jedna smrtelná letecká nehoda.
- 9. května 1929 na lince z Prahy do Rotterdamu poblíž německého Kasselu letoun BH-25 (L-BABD) ve špatných povětrnostních podmínkách narazil do zalesněného kopce, 3 osoby na palubě zahynuly (pilot, mechanik a jeden cestující).
- 21. dubna 1936 letoun Douglas DC-2 byl nucen nouzově přistát při špatných povětrnostních na přímé lince Praha – Amsterdam, při přistání byl letoun zcela zničen.